# 恵那市立東野中学校
恵那市立東野中学校（えなしりつ ひがしのちゅうがっこう）は、かつて岐阜県恵那市に存在した公立中学校。

## 概要
- 校区は恵那市の東野地区（旧・恵那郡東野村）であった。当初は東野小学校との併設校であった。
- 1957年、恵那市の中学校再編により廃校。恵那中学校の校区の東部（阿木川以東）と東野中学校校区で恵那東中学校が新設された。
- 跡地は東野小学校の校地の一部となっている。

## 沿革
- 1947年（昭和22年）
  - 2月 - 岐阜県から恵那郡大井町、長島町、東野村の3ヶ村で学校組合立の中学校の設置を指示されていたが、東野村は村立の単独の中学校の設置を決める。
  - 4月 - 恵那郡東野村に東野村立東野中学校として開校。東野村立東野小学校との併設校であり、東野小中学校とも称した。
- 1948年（昭和23年）8月 - 東野小学校校舎に隣接して、新校舎（木造2階建）が完成。
- 1954年（昭和29年）4月1日 - 恵那郡大井町、長島町、東野村、三郷村、武並村、笠置村、中野方村、飯地村が合併し、恵那市が発足。同時に恵那市立東野中学校（恵那市立東野小中学校）に改称する。
- 1956年（昭和31年）4月 - 小学校との併設が解消され、単独の東野中学校となる。
- 1957年（昭和32年）3月 - 廃校。